# Brudzowice
Brudzowice (prononciation : [brud͡zɔˈvʲit͡sɛ]) est une localité polonaise de la gmina de Siewierz, située dans le powiat de Będzin en voïvodie de Silésie.